# Dietrich Hahn
 Johannes Dietrich Hahn (* 14. April 1946 in Frankfurt am Main) war ein deutscher Publizist, der als Biograf seines Großvaters Otto Hahn bekannt wurde. Er soll im Juli 2024 in Thailand verstorben sein, jedoch gibt es dazu keine offiziellen Angaben.

## Leben

### Kindheit und Studium
Dietrich Hahn war der einzige Sohn des Kunsthistorikers Hanno Hahn und dessen Frau Ilse Hahn, geb. Pletz, und der einzige Enkel des Kernchemikers und Nobelpreisträgers Otto Hahn. Seine Kindheit und Jugend verlebte er in Frankfurt-Berkersheim und in Rom, wo er die Deutsche Schule besuchte. Nach dem frühen Unfalltod seiner Eltern im Jahr 1960 – er war damals 14 Jahre alt – besuchte er mehrere Landschulheime, zuletzt das Internat Schule Schloss Stein an der Traun nahe Seebruck am Chiemsee.
Lise Meitner war seine Patentante. Als er sie im Juli 1965 zum letzten Mal in Cambridge besuchte, sagte sie zu ihm: „Über deinen lieben Großvater kann man gar nicht genug schwärmen, alle lieben ihn, alle verehren ihn, und ich ganz besonders. Bist du dir im Klaren, was es heißt, sein Enkel zu sein? Es ist ein Geschenk Gottes. Hast du das überhaupt verdient, Burscherl?“
Ab 1968 studierte er Darstellende Kunst an der Staatlichen Hochschule für Musik (Abt. IX, Max-Reinhardt-Schule für Schauspiel) und bei Professor Marlise Ludwig in Berlin.

### Diverse Tätigkeiten
Von 1972 bis 1978 war er als Theaterschauspieler an verschiedenen deutschen Bühnen tätig. Danach konzentrierte er sich auf seine publizistische Arbeit. Ab 1983 war er außerdem in Neuseeland verlegerisch aktiv.
Hahn gestaltete umfangreiche Ausstellungen ausgewählter Aquarelle, Gemälde und Zeichnungen seiner Großmutter, der Malerin Edith Junghans: 1987 in einer Filiale der Deutschen Bank in München, nach Anregung von Hermann Josef Abs, und 1998 im Stettiner Schloss (Polen).
Im Jahr 1988 stiftete Hahn die Otto-Hahn-Friedensmedaille, die vom Landesverband Berlin-Brandenburg der Deutschen Gesellschaft für die Vereinten Nationen alle zwei Jahre verliehen wurde (zuletzt 2018). Anlässlich des 30. Todestages seiner Eltern stiftete er 1990 den Hanno-und-Ilse-Hahn-Preis, der von der Bibliotheca Hertziana in Rom an junge Kunsthistoriker verliehen wurde (zuletzt 2017).

### Tätigkeiten als Biograf Otto Hahns
In den 1970er Jahren erwuchs Dietrich Hahns Interesse an Wissenschaftsgeschichte, insbesondere des 20. Jahrhunderts. Er beschäftigte sich als Autodidakt intensiv mit dem Leben und Werk von Otto Hahn und Lise Meitner.
Seit 1975 publizierte er Bücher und zahlreiche Beiträge für Presse, Hörfunk und Fernsehen, vornehmlich über Otto Hahn, Lise Meitner und Walther Gerlach. 1975 gab er im Econ Verlag den historischen Briefwechsel zwischen Hahn und Meitner (November 1938 bis März 1939) heraus. Karl-Erik Zimen, der Gründungsdirektor des Hahn-Meitner-Instituts in Berlin, schrieb das Vorwort.
Anlässlich des 100. Geburtstags von Otto Hahn erschien 1979 Dietrich Hahns Hauptwerk, eine großformatige Biografie Otto Hahns „in Bildern und Dokumenten“ im List Verlag, mit über 700 kommentierten Reproduktionen und Faksimiles historischer Dokumente. Der Wissenschaftshistoriker Friedrich Herneck war der Meinung, es gebe für keinen anderen Naturforscher eine vergleichbar ausführliche Darstellung, „auch nicht für Einstein“. Hermann Rudolph schrieb eine lobende Rezension in der FAZ.
Es war Hahn ein wichtiges Anliegen, die wissenschaftlichen Leistungen der Entdecker der Kernspaltung authentisch zu dokumentieren und für eine historisch korrekte Darstellung zu sorgen. Beispielsweise meldete er sich 1980 bei einem Kolloquium in München mit Kritik zu Wort, als Fritz Krafft in einem Vortrag die Entdeckung der Kernspaltung beschrieb. Im nächsten Jahr schrieb er zum selben Thema einen kritischen Leserbrief an die Zeitschrift Physikalische Blätter, wiederum als Reaktion auf eine aus seiner Sicht unangemessene Darstellung durch Fritz Krafft.
Walther Gerlach hatte 1969 eine 84 Seiten lange Monografie Otto Hahn – Ein Forscherleben unserer Zeit veröffentlicht, die wenig beachtet wurde. Dietrich Hahn ergänzte sie mit detaillierten Übersichten (Zeittafel, Lehrveranstaltungen, Bibliographie) und gab sie 1984 neu heraus. Die Neuausgabe hat einen Umfang von 267 Seiten.
1995 erregte er mit einer Protestaktion Aufsehen, die sich im Sinne seines Großvaters gegen die von Präsident Jacques Chirac angekündigten französischen Atombombentests im Mururoa-Atoll richtete: Er gab das Ordenskreuz der Ehrenlegion, das Präsident Charles de Gaulle 1959 Otto Hahn verliehen hatte, samt Urkunde zurück und fügte eine vierseitige Protestnote an Chirac bei.
In den 2010er Jahren veranstaltete Dietrich Hahn vermehrt Lesungen, um über Otto Hahn und Lise Meitner zu informieren (teils zusammen mit Marlen Diekhoff, Carola Regnier, Christa Berndl). Ebenso hielt er Vorträge, unter anderem in Albstadt (Maschenmuseum), Bad Camberg (Festival der leisen Töne), Berlin (Akademie der Wissenschaften und Käthe-Kollwitz-Museum), Hamburg (Aby-Warburg-Bibliothek), Saarbrücken (Union Stiftung) sowie in Gymnasien, Schulen und Berufsbildungszentren.
Im Oktober 2013 besuchte er die Stadt Hiroshima und wurde vom damaligen Bürgermeister Kazumi Matsui empfangen. An der Universität Hiroshima hielt er zwei Vorträge über Otto Hahn, insbesondere über dessen friedenspolitische Aktivitäten seit den Atombombenabwürfe auf Hiroshima und Nagasaki. Am Kenotaph im Friedenspark Hiroshima legte er einen Kranz nieder und gedachte der Opfer und der Hibakusha.
Im Dezember 2015 wurde er von der katholischen Saint Louis University in Baguio City (Philippinen) eingeladen, einen zweiteiligen Festvortrag über seinen Großvater zu halten (Titel: Otto Hahn – A Life for Science, Humanity and Peace). Er wohnte der erneuten Einweihung des Otto Hahn Building auf dem Universitätscampus bei, das 1970 für die Fakultät für Architektur und Ingenieurwissenschaften eröffnet worden war.

### Privatleben
Im Jahr 2009 sagte Hahn in einem Interview, er sei zweimal geschieden und seine letzte Ehe liege lange zurück. Seit kurzem sei er wieder verlobt. Er erwähnte, dass er keine Kinder hatte. Im Jahr 2012 zog er nach Samut Sakhon nahe Bangkok in Thailand. Im selben Jahr heiratete er dort seine dritte Frau, eine 34-jährige Thailänderin.

## Ehrungen
- 2000 Goldene Minerva-Nadel der Max-Planck-Gesellschaft, überreicht von MPG-Präsident Hubert Markl in Rom
- 2009 Ehrenmitglied des Schulvereins des Otto-Hahn-Gymnasiums Saarbrücken[1]
- 2015 Recognition Award der Saint Louis University in Baguio, Philippinen; Enthüllung einer Erinnerungstafel zu seinen Ehren unter einem Porträt Otto Hahns

## Veröffentlichungen (Auswahl)
Als Herausgeber
- Otto Hahn. Erlebnisse und Erkenntnisse. Mit einem Vorwort von Prof. Dr. Karl-Erik Zimen. Econ Verlag, Düsseldorf/Wien 1975, ISBN 3-430-13732-2.
- Otto Hahn. Begründer des Atomzeitalters. Eine Biographie in Bildern und Dokumenten. Mit einem Geleitwort von Reimar Lüst, einem Vorwort von Paul Matussek und einer Einführung von Walther Gerlach. List Verlag, München 1979, ISBN 3-471-77841-1.
- Otto Hahn in der Kritik. Moos Verlag, München 1981, ISBN 3-7879-0198-1
- Walther Gerlach: Otto Hahn – Ein Forscherleben unserer Zeit (Große Naturforscher, Band 45). Ergänzt und herausgegeben von Dietrich Hahn.[14] Wissenschaftliche Verlagsgesellschaft, Stuttgart 1984, ISBN 3-8047-0757-2.
- Otto Hahn: Mein Leben. Die Erinnerungen des großen Atomforschers und Humanisten. Erweiterte Neuausgabe. Piper Verlag, München/Zürich 1986, ISBN 3-492-00838-0.
- Otto Hahn. Leben und Werk in Texten und Bildern. Mit einem Vorwort von Carl Friedrich von Weizsäcker. Insel-Suhrkamp Verlag, Frankfurt am Main 1988, ISBN 3-458-32789-4.
- Otto Hahn: Vom Radiothor zur Uranspaltung. Erweiterte Neuausgabe. Mit einem Vorwort von Prof. Dr. Kurt Starke, Marburg. Vieweg Verlag, Braunschweig/Wiesbaden 1989, ISBN 3-528-08413-8.
- Lise Meitner: Erinnerungen an Otto Hahn. S. Hirzel Verlag, Stuttgart 2005, ISBN 3-7776-1380-0.

Beiträge
- Geleitwort zur Festschrift 30 Jahre Lise-Meitner-Schule OSZ Berlin. Weka Info-Verlag, Mering 2009.
- Vorwort zu Volker Lässing: Den Teufel holt keiner! Otto Hahn und das Kaiser-Wilhelm-Institut für Chemie in Tailfingen. CM-Verlag, Albstadt 2010, ISBN 978-3-939219-00-2.
- Geleitwort zur Festschrift Otto Hahn Schule Jenfeld. Hamburg 2012.